# Чамбве
Ча́мбве (англ. Chambwe) — вища традиційна громада у складі дистрикту Касунгу Центрального регіону Малаві.
Населення — 13682 особи (2018).